# San José de Abajo Unidad Habitacional
San José de Abajo Unidad Habitacional är en ort i Mexiko.   Den ligger i kommunen Córdoba och delstaten Veracruz, i den sydöstra delen av landet, 230 km öster om huvudstaden Mexico City. San José de Abajo Unidad Habitacional ligger 991 meter över havet och antalet invånare är 1 236.
Terrängen runt San José de Abajo Unidad Habitacional är huvudsakligen kuperad, men den allra närmaste omgivningen är platt. Runt San José de Abajo Unidad Habitacional är det tätbefolkat, med 550 invånare per kvadratkilometer. Närmaste större samhälle är Córdoba, 5,6 km sydost om San José de Abajo Unidad Habitacional. Trakten runt San José de Abajo Unidad Habitacional består till största delen av jordbruksmark.